# Arkys sibil
Arkys sibil är en spindelart som först beskrevs av Pater Chrysanthus 1971.  Arkys sibil ingår i släktet Arkys och familjen hjulspindlar. Inga underarter finns listade i Catalogue of Life.